# Distretto governativo di Halle
Il distretto governativo di Halle (Regierungsbezirk Halle) è stato uno dei tre distretti governativi in cui era suddivisa la Sassonia-Anhalt, esistito dal 1991 al 2004.

## Storia
Il distretto fu creato il 1º gennaio 1991, successivamente alla riunificazione tedesca.
Esistette fino al 31 dicembre 2003. Dal 1º gennaio 2004, con la soppressione di questo e degli altri 2, la Sassonia-Anhalt non viene suddivisa in distretti governativi.

## Geografia fisica
Il distretto si trovava nella parte meridionale del Land. Confinava con gli stati della Turingia e della Sassonia, e con gli ex-distretti di Magdeburgo e Dessau.

## Suddivisione
Il distretto raggruppava 1 città extracircondariale (Halle/Saale) e 7 circondari (circondario del Burgenland, Mansfelder Land, Merseburg-Querfurt, Saalkreis, Sangerhausen e Weißenfels).